# Kilwa Masoko
Kilwa Masoko er en by i den sydøstlige del af Tanzania, med et indbyggertal (pr. 2002) på cirka 12.000. Byen ligger ved det Indiske Ocean.
8°56′S 39°30′Ø / 8.933°S 39.500°Ø